# 박종훈 (로봇공학자)
박종훈(1969년 12월 8일~)은 대한민국의 로봇인이다.
박종훈은 포항공대 기계공학과를 졸업하고 포스텍에서 기계공학 석사 및 박사학위 취득 후 2013년 뉴로메카를 설립했다. 포스텍 기계공학과 겸임교수로 재직하고 있다. 일본 히로시마대학 객원연구원과 한국로봇융합연구원 책임연구원, 심랩 기술이사를 역임했다. 2017년 한국로봇학회 선정 ‘올해의 기술상’ 수상, 공학한림원 ‘2025년 대한민국을 이끌 미래 100대 기술 주역’으로 선정됐다. 현재 한국로봇융합연구원 이사, 중소기업 혁신네트워크포럼 분과위원, 이동식 협동로봇 안전가이드 마련을 위한 전문가 자문위원 등을 맡아 로봇 관련 분야에서 다양한 활동을 보여주고 있다. 자체 개발한 협동로봇‘인디(Indy)'를 기반으로 하는 자동화 플랫폼을 활용해 자동화 시스템을 구현하는 내부의 자동화 사업팀을 보유하고 있을 뿐만 아니라 다양한 식음료(F&B) 자동화 실적과 경험을 보유한 파트너들과 밀접한 협업관계를 유지하고 있다.

## 같이 보기
- 지능형 로봇
- 로봇산업
- 로봇인
- 로봇공학자